# Großer Dörnberg
Der Große Dörnberg ist ein 372 m ü. NHN hoher Berg etwa 1 km nordöstlich von Nieder-Werbe, einem Stadtteil von Waldeck im nordhessischen Landkreis Waldeck-Frankenberg. 

## Lage
Der Berg gehört zum Naturraum „Langer Wald“ (Naturraum 340.13), einem Teil des Waldecker Walds (Naturraum 340.1). Entlang seiner Ostflanke fließt der Reiherbach, entlang des Südwestfußes verläuft der Klingebach, die Westseite wird von einem kleinen Zufluss des Klingebachs entwässert. Die Landesstraße L 3200 von Nieder-Werbe nach Sachsenhausen führt an der Südwestflanke des Bergs vorbei.

## Naturdenkmal
Der aufgegebene Steinbruch am Südfuß des Bergs etwa 1 km nordöstlich von Nieder-Werbe ist als Naturdenkmal Nr. 115, Biotoptyp ST, ausgewiesen. Er markiert hier die Küste der sog. Korbacher Bucht des damaligen Zechsteinmeers an der einstigen Kellerwald-Insel und zeigt eindrucksvoll, wie dieses Meer vor 270-250 Millionen Jahren an das Grundgebirge brandete. Das Profil des Aufschlusses ist eindrucksvoll. An seiner Basis ist die Zeit vor der Flutung repräsentiert durch eine Klippe aus Grauwacke, Teil des vom Meer vor ungefähr 270 Millionen Jahren transgredierten Grundgebirges. Darüber liegen Brandungsbrekzien aus etwa 330 Millionen Jahre alten gebleichten Grauwackeblöcken des Unterkarbons, über die sich dann Sedimente von Dolomit ablagerten. Der Abtragungsschutt aus Grauwacke wurde in der Brandung gerundet und später von den etwa 270 Millionen Jahre alten Dolomitablagerungen gebleicht und zu einem Sedimentgestein verkittet. Im Kern zeigen die Gerölle noch die rötliche Färbung des Abtragungsschuttes.